# Xestia cinigera
Xestia cinigera är en fjärilsart som beskrevs av Nikolai Nikolaievich Filipjev 1927. Xestia cinigera ingår i släktet Xestia och familjen nattflyn. Inga underarter finns listade i Catalogue of Life.